# Districte de Guro
El districte de Guro és un districte de Moçambic, situat a la província de Manica. Té una superfície de 6.925 kilòmetres quadrats. En 2007 comptava amb una població de 69.662 habitants. Limita al nord i oest amb el districte de Changara de la província de Tete, al sud-oest amb el districte de Báruè, al sud i sud-est amb el districte de Macossa, a l'est amb el districte de Tambara i al nord-est amb el districte de Moatize de la província de Tete.

## Divisió administrativa
El districte està dividit en cinc postos administrativos (Dacata, Guro, Mandie, Mungari i Nhamassonge), compostos per les següents localitats:
- Posto Administrativo de Dacata:
  - Bunga
- Posto Administrativo de Guro:
  - Sanga
- Posto Administrativo de Mandie:
  - Demaufe
  - Massangano
- Posto Administrativo de Mungari:
  - Bamba-Chitondo
  - Chivuli
  - Mungari
- Posto Administrativo de Nhamassonge:
  - Bunje
  - Nhamassonge